# Argentocricus subtriangularis
Argentocricus subtriangularis – gatunek dwuparca z rzędu Spirobolida i rodziny Rhinocricidae.
Gatunek ten opisany został w 2012 roku przez Richarda L. Hoffmana i Siergieja I. Gołowacza na podstawie dwóch okazów samców odłowionych w 1961 roku.
Dwa dorosłe samce mają 55 i 53 pierścienie tułowia oraz po około 80 mm długości i 7 mm szerokości ciała. Ubarwienie jest kasztanowo- lub ciemnobrązowe z rudo- lub jasnobrązowymi metazonitami. Czarniawe, zaokrąglone oczy proste ustawione są na polach ocznych w 6 poziomych rzędów, z których cztery liczą po 8 oczu, a dwa kolejne po 5 oczu. Łącznie występuje 42 oczu na każdym polu ocznym. Collum w obrysie jest prawie trójkątne, ale o szeroko zaokrąglonych bokach. Prozonity mają bardzo delikatne, podłużne rowkowanie. Rowkowanie występuje również na brzuszno-bocznych częściach metazonitów, jednak jest zredukowane za siódmym pierścieniem. Ozopory zaczynają się od szóstego pierścienia i położone są na szwach między mezozonitami a metazonitami lub bezpośrednio przed tymi szwami. Piłkowania są zredukowane na pierścieniach od 5. do 7., za 50. zmniejszające się, a za 52. całkiem zanikłe. Epiprokt jest bardzo krótki, a hipoprokt poprzecznie półkolisty. Na biodrach odnóży od trzeciej do siódmej pary występują wyrostki koksalne o zmniejszających się ku tyłowi rozmiarach. Przednia para gonopodów ma środkowy wyrostek sternalny tórjkątny i wąsko zaokrąglony, a doogonową powierzchnię telopoditu z błoniastym pęcherzykiem. Gonopody tylnej pary mają nieco falisty, smukły solenomeryt z krótszą, palcowatą gałązką boczną.
Wij neotropikalny, znany wyłącznie z Parku Narodowego los Alerces w argentyńskiej prowincji Chubut. Jest najdalej na południe występującym przedstawicielem podgromady Chilognatha na zachodniej półkuli.